# Mosconi Cup 2001
Beim Mosconi Cup 2001 handelt es sich um die achte Auflage eines seit 1994 jährlich stattfindenden 9-Ball-Poolbillardturniers, bei dem ein europäisches Team gegen ein US-amerikanisches Team spielt.
Das Turnier fand zwischen dem  20. und dem 23. Dezember in der York Hall, Bethnal Green, London, England  statt. Sieger wurde die Mannschaft aus den USA mit 12–1.

## Mannschaften
| Mannschaft der USA |                                                                    |             |
| Name               | US-Bundesstaat bzw. Staat, in dem der/die Spieler/in geboren wurde | Bemerkungen |
| Johnny Archer      | Georgia                                                            |             |
| Nick Varner        | Kentucky                                                           |             |
| Jeremy Jones       | Texas                                                              |             |
| Corey Deuel        | Kalifornien                                                        |             |
| Earl Strickland    | North Carolina                                                     |             |
| Charlie Williams   | Südkorea                                                           |             |

| Mannschaft Europas |             |             |
| Name               | Heimatland  | Bemerkungen |
| Steve Knight       | England     |             |
| Mika Immonen       | Finnland    |             |
| Ralf Souquet       | Deutschland |             |
| Niels Feijen       | Niederlande |             |
| Marcus Chamat      | Schweden    |             |
| Steve Davis        | England     |             |

## Resultate

### Donnerstag, 20. Dezember

#### Durchgang 1
|                                   | Resultate |                                     |
| --------------------------------- | --------- | ----------------------------------- |
| Doppel Niels Feijen Mika Immonen  | 5–3       | Doppel Nick Varner Johnny Archer    |
| Doppel Steve Knight Marcus Chamat | 1–5       | Doppel Corey Deuel Charlie Williams |
| Doppel Steve Davis Ralf Souquet   | 2–5       | Doppel Earl Strickland Jeremy Jones |
| 1                                 | Bilanz    | 2                                   |
| 1                                 | Gesamt    | 2                                   |

### Freitag, 21. Dezember

#### Durchgang 2
|                                   | Resultate |                                     |
| --------------------------------- | --------- | ----------------------------------- |
| Doppel Steve Davis Ralf Souquet   | 2–5       | Doppel Earl Strickland Jeremy Jones |
| Doppel Niels Feijen Mika Immonen  | 4–5       | Doppel Nick Varner Johnny Archer    |
| Doppel Steve Knight Marcus Chamat | 2–5       | Doppel Corey Deuel Charlie Williams |
| 0                                 | Bilanz    | 3                                   |
| 1                                 | Gesamt    | 5                                   |

### Samstag, 22. Dezember

#### Durchgang 3
|                           | Resultate |                            |
| ------------------------- | --------- | -------------------------- |
| Einzelspiele Mika Immonen | 3–5       | Einzelspiele Johnny Archer |
| Einzelspiele Ralf Souquet | 1–5       | Einzelspiele Jeremy Jones  |
| Einzelspiele Steve Davis  | 1–5       | Einzelspiele Corey Deuel   |
| 0                         | Bilanz    | 3                          |
| 1                         | Gesamt    | 8                          |

### Sonntag, 23. Dezember

#### Durchgang 4
|                            | Resultate |                               |
| -------------------------- | --------- | ----------------------------- |
| Einzelspiele Marcus Chamat | 2–5       | Einzelspiele Charlie Williams |
| Einzelspiele Niels Feijen  | 2–5       | Einzelspiele Earl Strickland  |
| Einzelspiele Steve Knight  | 3–5       | Einzelspiele Nick Varner      |
| 0                          | Bilanz    | 3                             |
| 1                          | Gesamt    | 11                            |

#### Durchgang 5
|                                  | Resultate |                                  |
| -------------------------------- | --------- | -------------------------------- |
| Doppel Ralf Souquet Mika Immonen | 1–5       | Doppel Nick Varner Johnny Archer |
| 0                                | Bilanz    | 1                                |
| 1                                | Gesamt    | 12                               |